# Титова вила Златибор
Титова вила или Вила Александра Павловића је једини објекат у ужем центру Златибора који је Завод за заштиту споменика културе Краљево прогласио за културно добро.

## Историја
Први незваничан назив виле, пре него што је направљена 1937. године, био је „Malgre Andree”. Супруга адвоката Александра Павловића, Београђанина родом из Горњег Милановца, никако није желела вилу на удаљеном и „дивљем” Златибору. Међутим, Павловић је био упоран и вила је била готова за веома кратко време. Након Другог светског рата у промењеном друштвено-политичком систему је експроприсана и од тада непрекидно мења власнике. Проглашена је за Титову вилу, у њој је Јосип Броз Тито боравио 1941. године са врховним штабом НОВ и ПОЈ, 1951, 1959. и 1961. је привремено навраћао и ручао у дворишту виле 1974. Као вила председништва владе Социјалистичке Федеративне Републике Југославије заштићена је као културно добро, а онда је постала власништво РТС-а, као и вила Николе Ђурића са новоизграђеним одмаралиштем у непосредној близини. Године 2021. је рестаурирана у музеј ресторан и од пролећа је отворена за госте и туристе. Једним делом се баве изградњом пословно-стамбених објеката у Београду и на Златибору, а другим посредовањем у промету некретнина.